# Beau-Rivage Palace
Ne doit pas être confondu avec Hôtel Beau-Rivage de Genève.
Le Beau-Rivage Palace est un hôtel cinq étoiles ou « palace ». Il se situe au bord du lac Léman, à Ouchy, dans la commune de Lausanne en Suisse.
Il appartient au groupe hôtelier Sandoz Foundation Hotels.

## Historique
Après l’organisation d’un concours d’architecture par la société immobilière d’Ouchy, l'hôtel Beau Rivage a été édifié entre 1857 et 1861 d'après les plans dessinés par les architectes Achille de La Harpe et Jean-Baptiste Bertolini. Il est inauguré le 24 mars 1861, et comporte une architecture classique, à trois avant-corps. Bientôt, en 1864, une annexe dite le Chalet vient agrandir la capacité de l’établissement.
Plus tard, en 1906-1908, il est décidé de faire appel aux architectes Louis Bezencenet et Maurice Schnell pour construire un bâtiment complémentaire, cette fois néo-baroque, à l’ouest du premier. Les deux constructions sont reliées par un corps bas comprenant une vaste salle à manger en rotonde, richement ornée d'un décor peint par Otto Haberer, et couvert d'une impressionnante verrière par Edouard Diekmann, les vitraux étant dus à Pierre Chiara. Inauguré en 1908.
Plusieurs traités historiques ont été signés à l’hôtel, comme le traité de Lausanne entre l’Entente et la Turquie, fixant les frontières de la Turquie et instaurant une république nouvelle, qui fut signé en 1923 dans la salle Sandoz. De nos jours encore, de nombreuses personnes de nationalité turque viennent visiter cette salle à forte connotation historique.
Le bâtiment est inscrit comme bien culturel suisse d'importance nationale.
En 2015, l'hôtel est le cadre des négociations de l'accord entre Occidentaux et Iraniens sur le nucléaire.

## Caractéristiques
- 169 chambres dont 33 suites et junior suites
- 1 restaurant gastronomique Anne-Sophie Pic, 1 brasserie « Café Beau-Rivage », 1 restaurant japonais « Le Miyako »
- Suite Lavaux : Seul toit-terrasse de l'hôtel avec accès privatif (22 m2), vue panoramique sur le lac, les Alpes et le parc. Surface totale de 300 m2
- Suite Spa : La salle de bain, toute de marbre vêtue, propose deux tables de massages, un bain à remous et un hammam.
- 13 salons de réception pour organiser des conférences, réceptions, cocktails, soirée de gala et mariages.
- Spa Cinq Mondes 1 500 m, hammam, sauna. Ouvert tous les jours de 6 h 30 à 22 h.
- Salle de fitness, salon de coiffure Shū Uemura
- Boutique, service de blanchisserie, voiturier

## Restauration
- Restaurant gastronomique « Anne-Sophie Pic » (Chef cuisinier : Anne-Sophie Pic, deux étoiles au Michelin et 18/20 points au Gault et Millau.)
- Restaurant brasserie « Café Beau-Rivage » (chef : Guillaume Soares)
- Restaurant Japonais «Le Kaigan» (autrefois appelé « Le Miyako ») avec table Teppan-Yaki
- Salon de thé : « Le Lobby »
- Le Bar.
- Service de restauration en chambre.